# Instituto Venezuelano dos Seguros Sociais
O Instituto Venezuelano dos Seguros Sociais (em castelhano:  Instituto Venezolano de los Seguros Sociales), sigla IVSS, é uma instituição pública da Venezuela dedicada a proteção da segurança social de todos os seus beneficiários trabalhadores.Iniciou seus trabalhos no dia 9 de outubro de 1944.O instituto se ocupa de aplicar o Regime de Segurança Social em todo o território nacional.Sua missão primordial é lidar com o cuidado de maternidade, velhice, sobrevivência, doença, acidente, invalidez, morte, aposentadoria, indenizações e o desemprego.